# Al-Isra

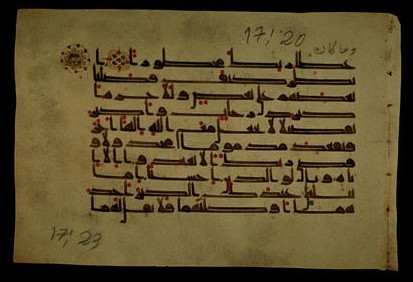
Ausschnitt der Sure al-Isra (Verse 20 bis 23), Handschrift aus dem 1. oder 2. Jahrhundert nach der Hidschra

Al-Isrāʾ, arabisch الإسراء, DMG al-isrāʾ ‚Die nächtliche Reise‘, ist die 17. Sure des Korans. Ein weiterer Name der Sure lautet „Die Kinder Israels“ (Banī Isrā'īl), welche im zweiten Vers der Sure genannt werden. Man findet auch den Titel Subhāna („Preis sei“), womit das erste Wort der Sure übernommen wird. Ihre Hauptthemen sind die Einzigkeit Gottes, Berichte über den Jüngsten Tag, und die gesellschaftliche Ordnung. Weiterhin finden sich Berichte über die Propheten Adam, David, Mohammed, Moses und Noah und die Verbannung des Teufels aus dem Himmel.
Die Sure enthält 111 Verse und wurde in Mekka offenbart. In ihr wird berichtet, dass der Prophet Mohammed eine nächtliche Reise aus Mekka zu der „fernen Kultstätte“ (al-aqṣā) unternommen habe, die unter anderem in der Prophetenbiographie von Ibn Ishaq mit Jerusalem (bait al-maqdis) identifiziert wird.
In Sure 17:45 (und Sure 41:5) bezeichnet Hidschāb die Trennwand zwischen Mohammed und den Ungläubigen.
Die Verse 23 bis 39 enthalten einen Moralkodex, dessen Normen denjenigen der biblischen Zehn Gebote entsprechen.